# Kieskisjärvi
Kieskisjärvi är en sjö i Finland. Den ligger i kommunen Salla i landskapet Lappland, i den nordöstra delen av landet, 700 km norr om huvudstaden Helsingfors. Kieskisjärvi ligger 263,3 meter över havet. Arean är 3,02 kvadratkilometer och strandlinjen är 13,69 kilometer lång. Sjön  ingår i Koundaälvens huvudavrinningsområde. 